# Gouvernement Daniel Risch
Hasler II Haas
Le gouvernement Risch est le gouvernement du Liechtenstein du 25 mars 2021 au 10 avril 2025.

## Historique du mandat
Dirigé par le chef du gouvernement Daniel Risch, ce gouvernement est constitué par l'Union patriotique (VU) et le Parti progressiste des citoyens (FBP). Ils disposent de 20 députés, soit 80 % des sièges du Landtag.
Ce gouvernement succède au gouvernement Adrian Hasler II.
Il est formé à la suite des élections législatives du 7 février 2021. Composé de trois femmes et deux hommes, il entre en fonction le 25 mars suivant.

## Composition

### Ministres
| Portefeuille                                                                           | Titulaire | Titulaire | Titulaire               | Parti |
| -------------------------------------------------------------------------------------- | --------- | --------- | ----------------------- | ----- |
| Chef du gouvernement Ministre de la Présidence et des Finances                         |           |           | Daniel Risch            | VU    |
| Vice-chef du gouvernement Ministre de l'Intérieur, de l'Économie et de l'Environnement |           |           | Sabine Monauni          | FBP   |
| Ministre de la Société et de la Culture                                                |           |           | Manuel Frick            | FBP   |
| Ministre des Affaires étrangères, de l'Éducation et des Sports                         |           |           | Dominique Hasler        | VU    |
| Ministre des Infrastructures et de la Justice                                          |           |           | Graziella Marok-Wachter | VU    |